# Капусуз, Салих
Салих Капусуз (тур. Salih Kapusuz; род. 23 октября 1954, Девели, Кайсери, Турция) — турецкий государственный и политический деятель, экономист, член Партии справедливости и развития, депутат Великого национального собрания Турции (1991—2015).

## Биография
Салих Капусуз родился в 1954 году в Девели, Кайсери, в семье Мустафы и Хатисе Капусуз.
Получил начальное и среднее образование в Кайсери. Окончил экономический факультет университета Ататюрка в Эрзуруме, после чего занимался бизнесом.
Был членом партий благоденствия и добродетели. Вступил в Партию справедливости и развития, являясь одним из её сооснователей. Также был вице-председателем партии, и руководителем отдела по связям с общественностью.
Был депутатом Великого национального собрания Турции 19, 20 и 21-го созывов от Кайсери, 22, 23 и 24-го созывов от Анкары. Последовательно занимал посты члена президиума Великого национального собрания, председателя турецко-китайской и турецко-кубинской парламентских групп дружбы, вице-президента турецкой группы в Парламентской ассамблее Черноморского экономического сотрудничества, председателя турецко-российской парламентской группы дружбы, комиссий по общественным работам, реконструкции, транспорту, туризму.
Принимал активное участие в развитии турецко-российских торгово-экономических, энергетических и гуманитарных связей, указывая, что «Турция и Россия являются региональными тяжеловесами с экономической, политической, исторической и культурной точек зрения. История наших взаимоотношений насчитывает более 500 лет. Наши народы оказывали друг на друга и на народы других стран региона заметное влияние. Важнейшей гарантией нашей дружбы являются тесные контакты, существующие сегодня между нашими народами».

## Критика

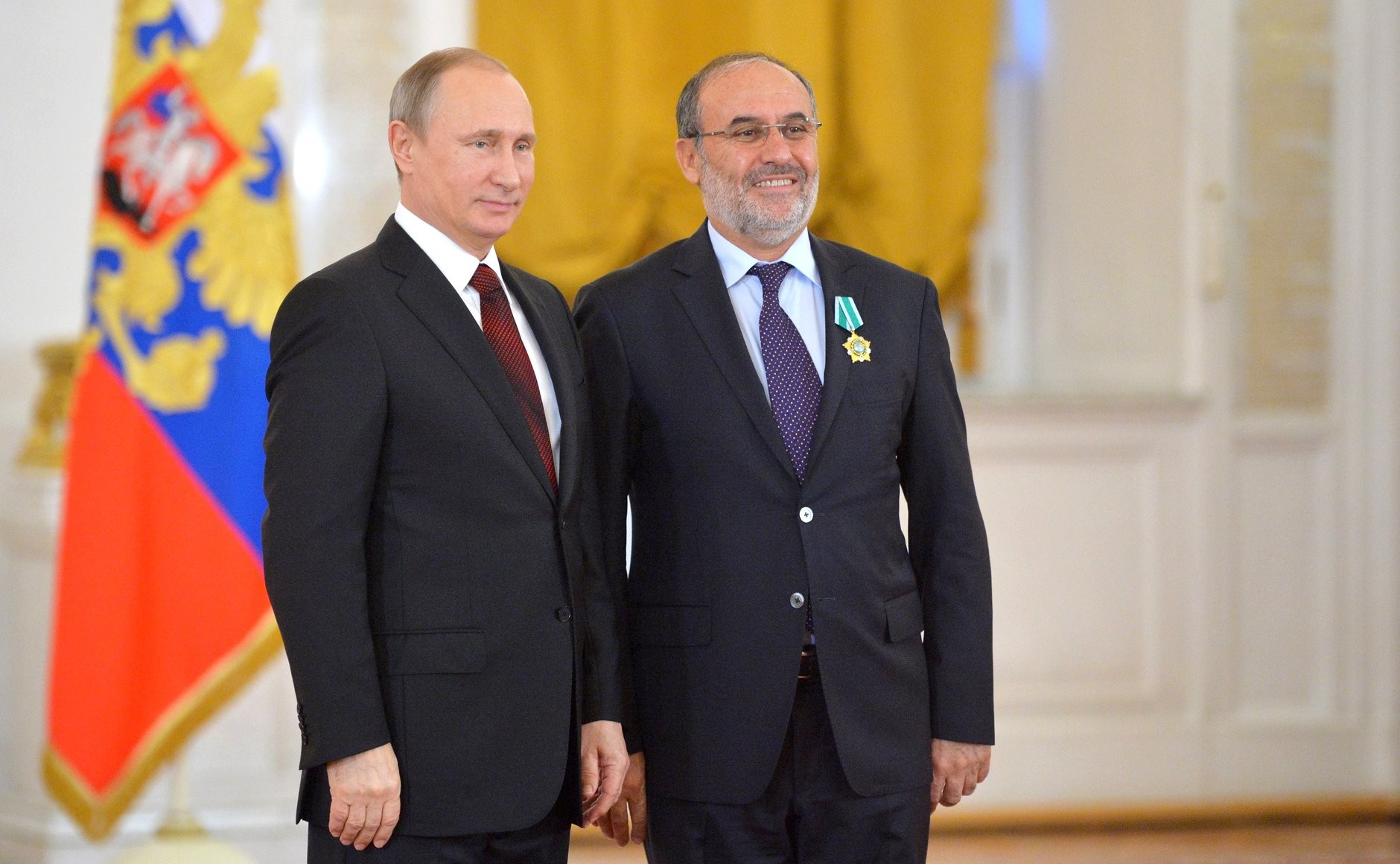
Владимир Путин и Салих Капусуз, 2015 год

После того как 12 сентября 2006 года во время лекции в Регенсбургском университете папа Римский Бенедикт XVI процитировал высказывание византийского императора XIV века Мануила II Палеолога о сущности джихада — «Покажите мне, что нового принес Мухаммед, и вы увидите вещи только злые и бесчеловечные, такие как его указания мечом распространять веру, которую он проповедовал», Салих Капусуз в комментарии турецким государственным СМИ сравнил его с Гитлером и Муссолини, сказав, что слова главы Ватикана являются либо «следствием прискорбного невежества» относительно ислама и пророка, либо, «что хуже», намеренным искажением фактов, и в этом случае «его темная ментальность идет от мрака средневековья. Это выглядит как попытка возродить мышление крестоносцев».

## Награды
- Орден Дружбы (20 октября 2015, Россия) — за большой вклад в укрепление дружбы и сотрудничества с Российской Федерацией, развитие экономических связей, сохранение и популяризацию русского языка и культуры за рубежом[17]. Вручён президентом России В. В. Путиным в Кремле[18][19].

## Личная жизнь
Женат, четверо детей.